# دیلی پایلوت
دیلی پایلوت (انگلیسی: Daily Pilot) یک روزنامهٔ روزانه است که توسط لس آنجلس تایمز برای خدمات‌رسانی به ساکنان سانست بیچ، هانتینگتون بیچ، فانتین ولی، نیوپورت بیچ، کوستا مسا و لاگونا بیچ در اورنج کانتی، کالیفرنیا منتشر می‌شود.
دیلی پایلوت یکی از نشریات تایمز کامیونیتی نیوز است که خود زیرمجموعهٔ لس آنجلس تایمز است.

## تاریخچه
دیلی پایلوت که در سال ۱۹۰۷ به‌عنوان یک نشریهٔ هفتگی به نام نیوپورت نیوز شروع به کار کرد، در ابتدا توسط تایمز میرور، شرکت مادر تایمز، در سال ۱۹۶۱ خریداری شد. پس از آن انتشارات اینگرسول این نشریه را در سال ۱۹۸۲ خریداری کرد. آدامز کامیونیکیشنز پایلوت را در سال ۱۹۸۸ خریداری کرد، اما سال بعد آن را به گروهی تحت حمایت تاجر نیویورکی الیوت استین فروخت. گلندیل نیوز پرس نیز یک هفته بعد از آن خریداری شد. تایمز میرور در سال ۱۹۹۳ این روزنامه‌های زنجیره ای را خرید و در ۷ سپتامبر ۲۰۱۶، هانتینگتون بیچ ایندیپندنت و لاگونا بیچ کوستلاین پایلوت با دیلی پایلوت ادغام شدند.